# Grégori Baquet
Grégori Baquet (Párizs, 1970. december 1. –) francia színész, énekes. 2001-ben a Roméo et Juliette francia musicalben játszotta Benvolio szerepét. A musical berobbant a köztudatba, ha nem is vált ismertté a szereplők neve, a darabban elhangzott számok annál inkább. Hazánkban is híres a musical magyar változata. A magyar rádiók előszeretettel játsszák a francia és magyar változatokat is.

## Élete
Grégori Baquet 1970. december 11-én Párizsban művészcsaládban született. Édesapja francia muzsikus és humorista. Édesanyja koreográfus. Hatévesen kezdett el zongorázni, de klarinéten és szaxofonon is tanult, és énekórákat is vett. Tizenhárom évesen kezdett el érdeklődni a színészet iránt. Kollégái szerint lelkesen vetette bele magát minden új darabba. Néhány év múlva befejezte tanulmányait, és a színészetet is, az éneklés felé fordult. Tizenhat évesen fellépett a TV-ben ami óriási sikert hozott neki. Majd vállalt különböző film és sorozat szerepeket .
Miután végzett a katonasággal, a Francia Nemzeti Színház tagja lett! Az igazi fordulópont 1991 májusában jött, amikor szerepet kapott a Faust-ban. Itt került kapcsolatba Karim Salah-val, akinek köszönhetően egyre nagyobb szerepeket kapott: Hamlet, Phédra.
Első romantikus szerepét Jean Marais-val és Bernadette Lafont-nal a L’Arlésienne-ben játszotta.
Mielőtt a Rómeó és Júliában szerepelt volna, egy film musicalben, a „Paradisco”-ban játszott Jérôme Pradon és Anthony Rapp mellett.
2003-ban kiadta albumát Donne-moi címmel, amin duettet énekel Cecilia Carával, aki a Rómeó és Júliában játszotta Júlia szerepét.
Grégori elvált, egy fia van, Théophile.
Négy testvére van: két bátyja Dimiti és Stéphane, valamint két nővére, Sophie és Anne. A kedvenc színésze Brad Pitt, kedvenc filmje a Fight Club. Greg hidrofóbiás, szeret nagyokat sétálni.
Az első saját filmje a Tatoo után megrendezte első színdarabját is („Le roman de Renadrd”), melyet a Megéve-i fesztiválon mutattak be.
Harmincévesen ismét nagy lehetőség előtt állt: Benvolio szerepe nagyon illett rá a Roméo et Juliette-ben. Folyamatosan készíti további albumait.

## Filmszerepek
- Cyrano de Ménilmontant: TV film, vígjáték
- Grande École: Greg Paul-t, az egyik rangos felsőoktatási intézménybe kerülő ifjút alakítja, aki rádöbben hogy gyengéd érzelmeket táplál a lakótársa, Louis-Arnault iránt, és viszonyba keveredik a munkás Mécir-rel.
- Paradisco (2002): rövidfilm hossza 17 perc: Ebben Jacques-t alakítja. 1979 szilveszterén játszódik, amikor két srác találkozik. Az este során velük történt kalandot meséli el a film.
- A holnap egy új nap
- A fiam barátja
- L’Irrésolu
- La vie des morts (1991)
- La Reine Blanche

## Sorozatszerepek
- Joséphine, ange gardien: Greg itt egy François nevü szakácsot alakít, aki túlságosan féltékeny a barátnőjére, talán nem is ok nélkül, mivel a lány körül folyton ott legyeskedik az undok főnöke.
- Une femme d’honneur (1996-2002-ig játszott benne)
- Kalandos nyár(1992): Hazánkban az M1 és M2 vetítette. Csupán 12 részben játszott.
- Extrême Limite (Sportakadémia): 1994–95. 2 évados ifjúsági sorozat. Hazánkban is vetítették.

## Színházi szerepek
- Roméo et Juliette: A legnagyobb áttörést a színház világában számára ez jelentette. Benvolio szerepét játszotta a darabban 1999–2002 közt Franciaországban.
- Zazou (2004)
- La Belle Mémoire (2003–2004)
- Rêver, Oser, Créer
- L’Arlésienne

## Diszkográfia
- A l'envers (maxi)
- Donne-Moi (maxi)
- Extrême Limite (a sorozat zenei CD-je)
- Roméo et Juliette (album)
- Les Rois du Monde (maxi)
- On dit dans la Rue (maxi)
- Comment Lui Dire (maxi)
- Vérone (maxi)

## Jelenleg
Grégori jelenleg egy darabban játszik, címe Le Bourgeois Gentilhomme (magyarul: Az úrhatnám polgár), amit a Théâtre de Paris-ban játszanak. A France 2-n induló új sorozatban is szerepet kapott, ez a Le Cocon. Benjamin szerepét játssza hat rész erejéig, majd egy új musicalben tér vissza a Rêver Oser Créer csapata, Greget is beleértve, ez lesz a La Partition.